# Dorfen (Bawaria)

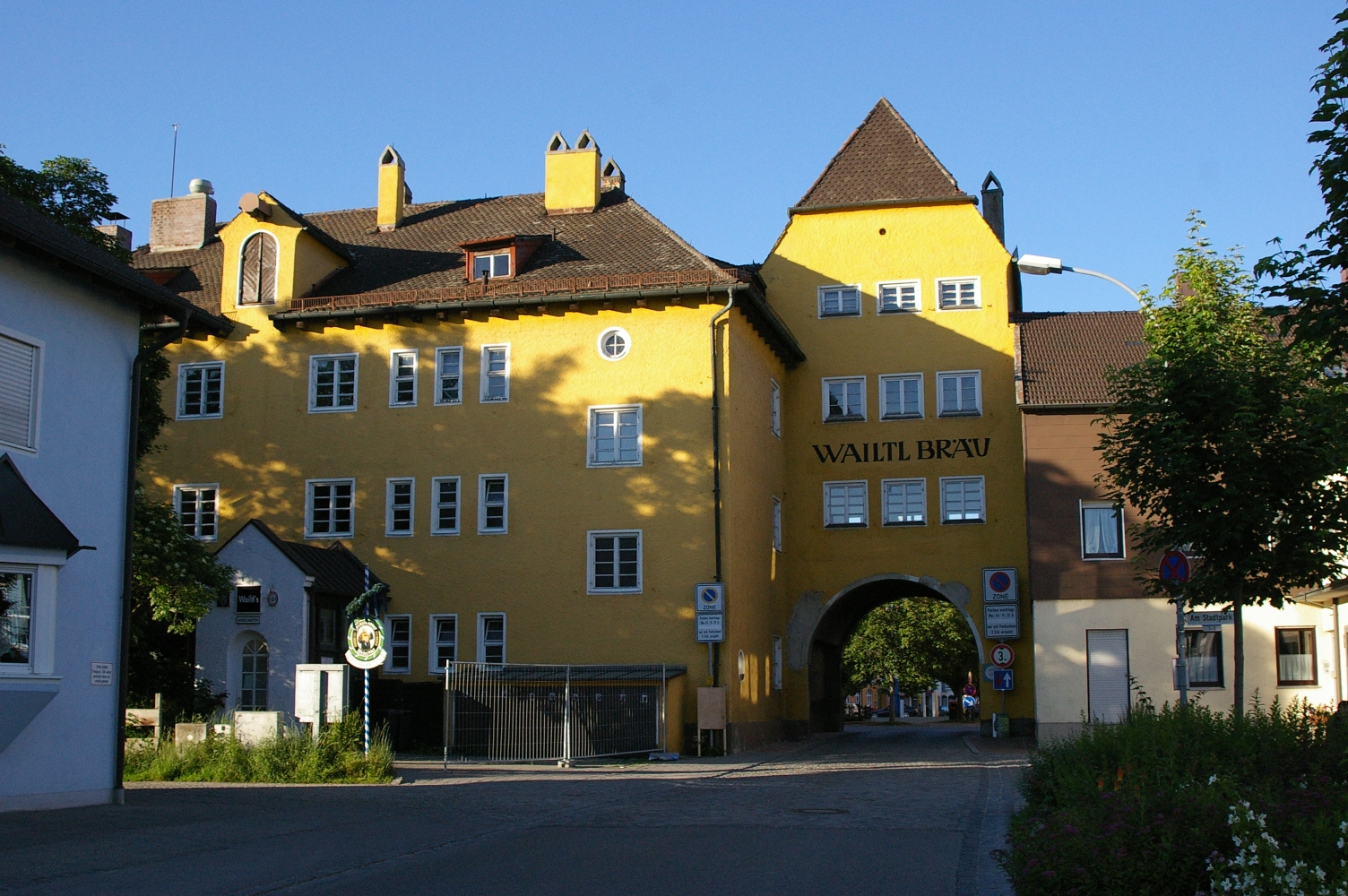
Brama Isen

Dorfen – miasto w Niemczech, w kraju związkowym Bawaria, w rejencji Górna Bawaria, w regionie Monachium, w powiecie Erding. Leży około 18 km na wschód od Erdinga, przy drodze B15 i linii kolejowej Monachium – Wels.

## Demografia
Dane o ludności z 31 grudnia 2008:
| Opis                                | Ogółem | Ogółem | Kobiety | Kobiety | Mężczyźni | Mężczyźni |
| ----------------------------------- | ------ | ------ | ------- | ------- | --------- | --------- |
| Jednostka                           | osób   | %      | osób    | %       | osób      | %         |
| Populacja                           | 13 562 | 100    | 6726    | 49,59   | 6836      | 50,41     |
| Wiek przedprodukcyjny (0–17 lat)    | 2858   | 21,07  | 1345    | 9,92    | 1513      | 11,16     |
| Wiek produkcyjny (18–65 lat)        | 8329   | 61,41  | 4082    | 30,1    | 4247      | 31,32     |
| Wiek poprodukcyjny (powyżej 65 lat) | 2375   | 17,51  | 1299    | 9,58    | 1076      | 7,93      |

## Polityka
Burmistrzem miasta jest Heinz Grundner z CSU, poprzednio urząd ten obejmował Josef Sterr, rada miasta składa się z 24 osób.

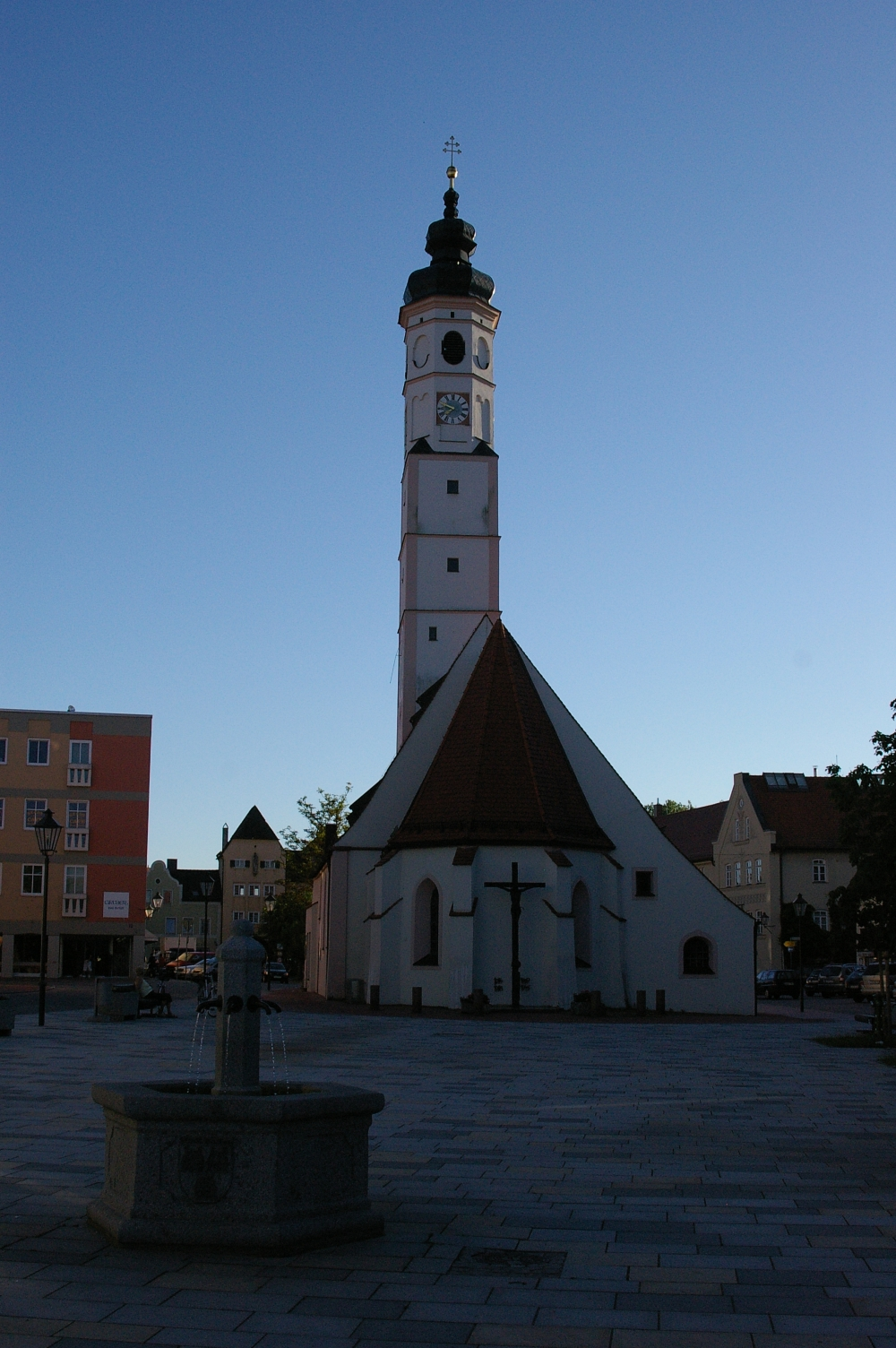
Kościół pw. św. Wita (St. Vitus)

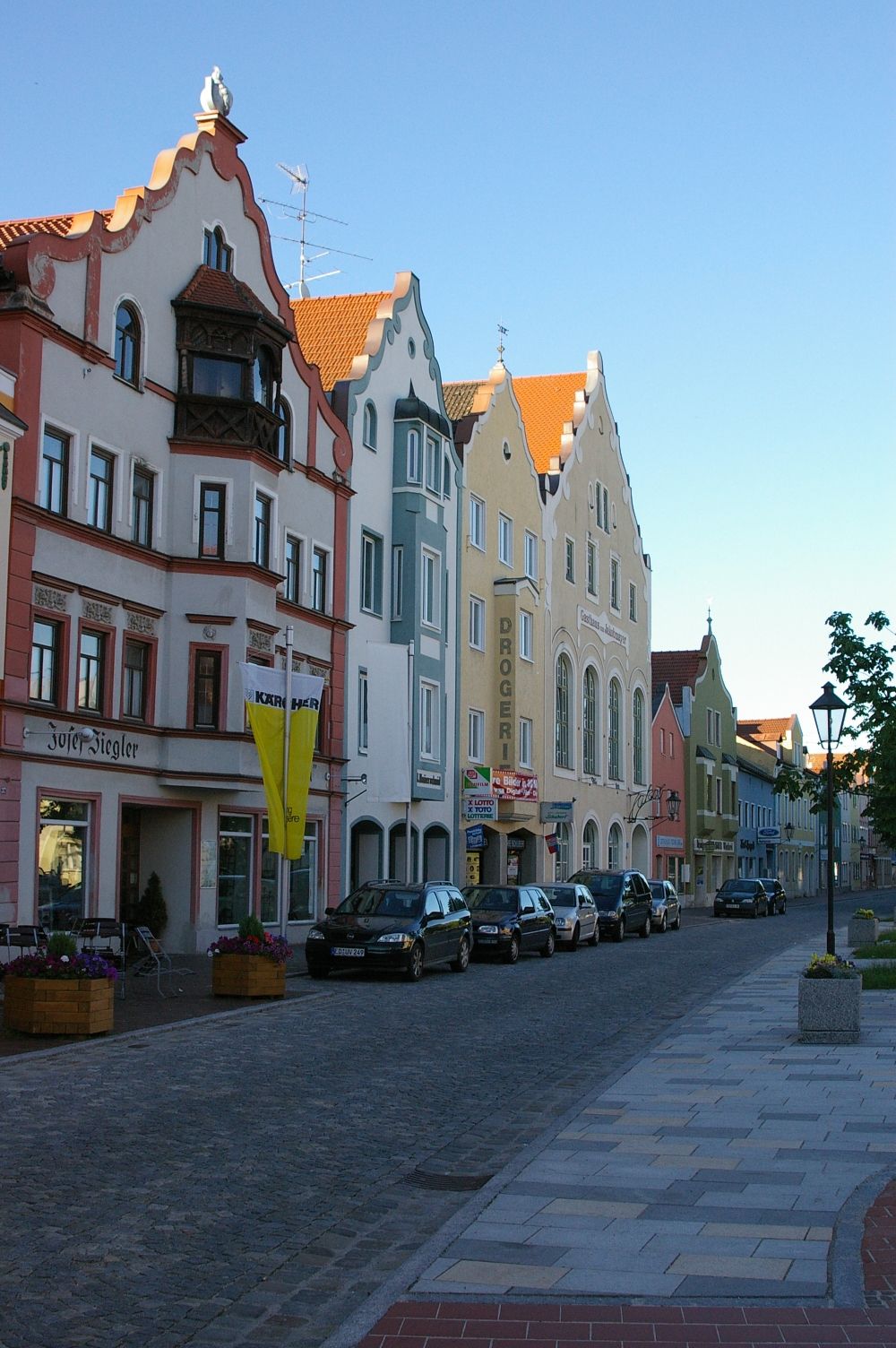
Starówka

|      | CSU | SPD | ÜWG-DÜ | ÜWG | Grün/alternative Liste | GWT | LGS | LDW | EWG | NLSL | Razem |    |
| 2008 | 6   | 3   | -      | 3   | 3                      | 2   | 2   | 3   | 2   | -    | 24    |    |
| 2002 | 7   | 3   | 3      | -   | -                      | 2   | 2   | 2   | 2   | 2    | 1     | 24 |